# 아일레
《아일레》(튀르키예어: Aile)는 2023년 방영된 터키의 텔레비전 드라마이다.